# 하원경
하원경(河元慶, Ha Wongyeong, ? ~ ?)는 하백부(河白富)의 아버지로 고려국의 유학자이다. 벼슬은 국자감진사(國子監進士)를 역임했다.

## 생애
하원경은 진양하씨 사직공파의 4대손으로 고려조의 명문 귀족의 자제로 국자감에 입학하여 학문연구와 수련을 마치고 과거에 합격, 국자감진사가 되었다. 그는 국자감 재학시와 향리로 돌아와 유학자로 생을 마칠때까지 가문의 친인척은 물론, 조정으로까지 그 인품과 사람됨이 회자될 정도로 모든 사람들로부터 존경을 받았다.
하원경은 평소에 성품이 자상하고 벼슬에 욕심이 없이 충과 효를 다하는 갸륵함이 자자했으며 평소에 하문(河門)의 가풍(家風)을 확립하는데 최선을 다한 인물 중의 한 사람이다. 하씨 가문은 이러한 선조들의 노력으로 진양하씨 사직공파가 고려조에 이어 조선조에 이르기까지 명문(名門)의 가명(家門)을 떨친 것은 역사적으로 많은 씨족들이 인(仁)을 멀리하고 사리사욕과 권력(權力)만을 좇다가 명멸(明滅)하거나, 한미(寒微)한 씨족으로 전략한 가문들과는 매우 대별된다.

## 가족
- 아버지 : 하맹공(河孟恭)
  - 아들 : 하백부(河白富)
    - 손자 : 하의(河義)
      - 증손자 : 하보(河保)
        - 고손자 : 하직의(河直漪)

## 참고 문헌
- 하승무의 晉陽河氏 家門人物硏究(2015)
- 晉陽河氏大同譜(庚辰譜, 인제대 족보도서관)
- 萬家譜(해남윤씨 종가 발행 종합보, 19세기)